# Montilla-Moriles
Montilla-Moriles és una denominació d'origen andalusa dels vins produïts completament o en part a 17 municipis de la província de Còrdova, situats a les comarques de Campiña Sur de Córdoba, Campiña de Baena i Subbética dels quals Montilla n'és la capital. Per elaborar els vins s'empra gairebé la varietat de raïm blanca, preferentment amb la varietat pedro ximenes, degut a les seves característiques singulars. També per a la criança és destacable la utilització del sistema de Criaderas i Soleras, el qual fa que s'emmagatzemin en barrils de roure americà dels quals s' intercanvia un percentatge de vi entre barrils, aconseguint un equilibri d'edat a cada barril i fa que els vins gairebé no tinguin data d'anyada. Aquest sistema és compartit a la denominació al territori de Marco de Jerez.

## L'entorn
En aquesta zona es tenen els registres de temperatures més elevades al juliol i l'agost de tota la península Ibèrica i amb escasses precipitacions, oscil·lant entre els 500 i els 1000 mm, la qual cosa fa que el raïm maduri força ràpid i que tingui conseqüències directes en les característiques dels vins i de indirectes, com ara la fermentació i la criança.Pel que fa al terreny, hi podem trobar els sols i subsòls calcaris, que defineixen el tipus de sòl albariza. Tots dos elements fa l'obtenció de vins amb elevada graduació alcohòlica.

## Tipus de vins
- Generosos:
  - Fino: vi pàl·lid, de color palla, sec, lleument amarg, lleuger i fragant al paladar, i de graduació alcohòlica adquirida compresa entre els 14 i 15 graus.
  - Amontillado: sec, de punyent aroma avellanat, suau i ple al paladar, de color ambre o or vell, amb graduació alcohòlica adquirida compresa entre 16 i 21 graus.
  - Oloroso: vi de molt de cos, ple i vellutat, aromàtic, enèrgic, sec o lleument abocat, de color similar al de la caoba, amb graduació alcohòlica adquirida normalment compresa entre 16 i 18 graus, tot i que els molt vells poden arribar als 20 graus.
  - Palo Cortado: que comparteix les característiques del Amontillado pel que fa a aroma i del Oloroso quant al seu gust i color, amb graduació alcohòlica adquirida de 16 a 18 graus.
  - Raya: vi de similars característiques al Oloroso però de menys paladar i aroma.
  - Ruedos: vi sec, lleuger i pàl·lid, no sotmès a criança.
- Pero ximenes: vi dolç natural de color Caoba per al collita i negre per al més vell
- Blancs: amb o sense envelliment.

## Varietats de raïm
- Varietats Blanques:
  - Autoritzades: Moscatell, Forcallat, Baladí-Verdejo, Montepila, Moscatell de gra petit.
  - Preferents:Pero ximenes.
- Varietats negres: Ull de Llebre.